# 14th Street (PATH)
14th Street is een station van het PATH-spoorwegnetwerk in New York. Het station ligt onder het kruispunt van West 14th Street en Sixth Avenue (officieel Avenue of the Americas) in de wijk Chelsea in Midtown Manhattan en wordt bediend door de lijnen Journal Square-33rd Street en Hoboken-33rd Street op weekdagen en de lijn Journal Square-33rd Street (via Hoboken) in het weekend.
De twee sporen zijn bereikbaar langs twee zijperrons. In de directe omgeving van het PATH station bevindt zich een complex met drie nabijgelegen metrostations. Er is evenwel geen vrije transfer tussen de netten en afhankelijk van rijrichting moeten bezoekers via een tussenliggende toegangshal, of meestal via straatniveau gebruik maken van andere ingangen en een aparte lokettenruimte voor een verbinding met een metrostation op dezelfde locatie, 14th Street, onderdeel van het metrotraject van de Sixth Avenue Line. Dat station wordt bediend door de metrolijnen F en M. Tot het complex behoort ook het station Sixth Avenue op het traject van de Canarsie Line die onder 14th Street ligt en bediend wordt door metrolijn L. In dat complex is ook een circa 200 m lange voetgangerstunnel naar het een huizenblok verwijderde station 14th Street op de Broadway-Seventh Avenue Line met dienst door de lijnen 1, 2 en 3. Onder al deze stations liggen nog twee sporen van de Sixth Avenue Line, die gebruikt worden voor de expressverbindingen op dat traject en waar de treinen van de metrolijnen B en D het station voorbij rijden.
In de buurt van het station bevindt zich onder meer The New School en Union Square.

## Geschiedenis
Het station werd ingehuldigd als een station van de Hudson and Manhattan Railroad op 25 februari 1908. Via de Uptown Hudson Tubes onder de Hudson bood het een verbinding met de New Yorkse voorsteden in New Jersey. Het was initieel het voorlaatste station op het traject in Manhattan van de route die als terminus een station had ter hoogte van West 19th Street. Op 15 juni 1908 was het graafwerk noordwaarts evenwel verder gevorderd en opende een nieuwe terminus in het station 23rd Street. Het tussenliggend station 19th Street werd gehandhaafd tot 1 augustus 1954. Die datum werd dat station uit dienst genomen als overbodig en te dicht bij de twee omliggende stations gelegen. Het is evenwel nog zichtbaar vanuit de voorbijrijdende treinen en de perrons worden nog gebruikt als stockageruimte voor technisch materieel van PATH.
In 1924 opende bij het station ook het metrostation Sixth Avenue, en in 1940 het metrostation 14th Avenue, zodat een overstap op eerst een lijn en nadien meerdere lijnen van het netwerk van de New York City Subway mogelijk werd, met verbindingen naar Queens en Brooklyn.

## Galerij

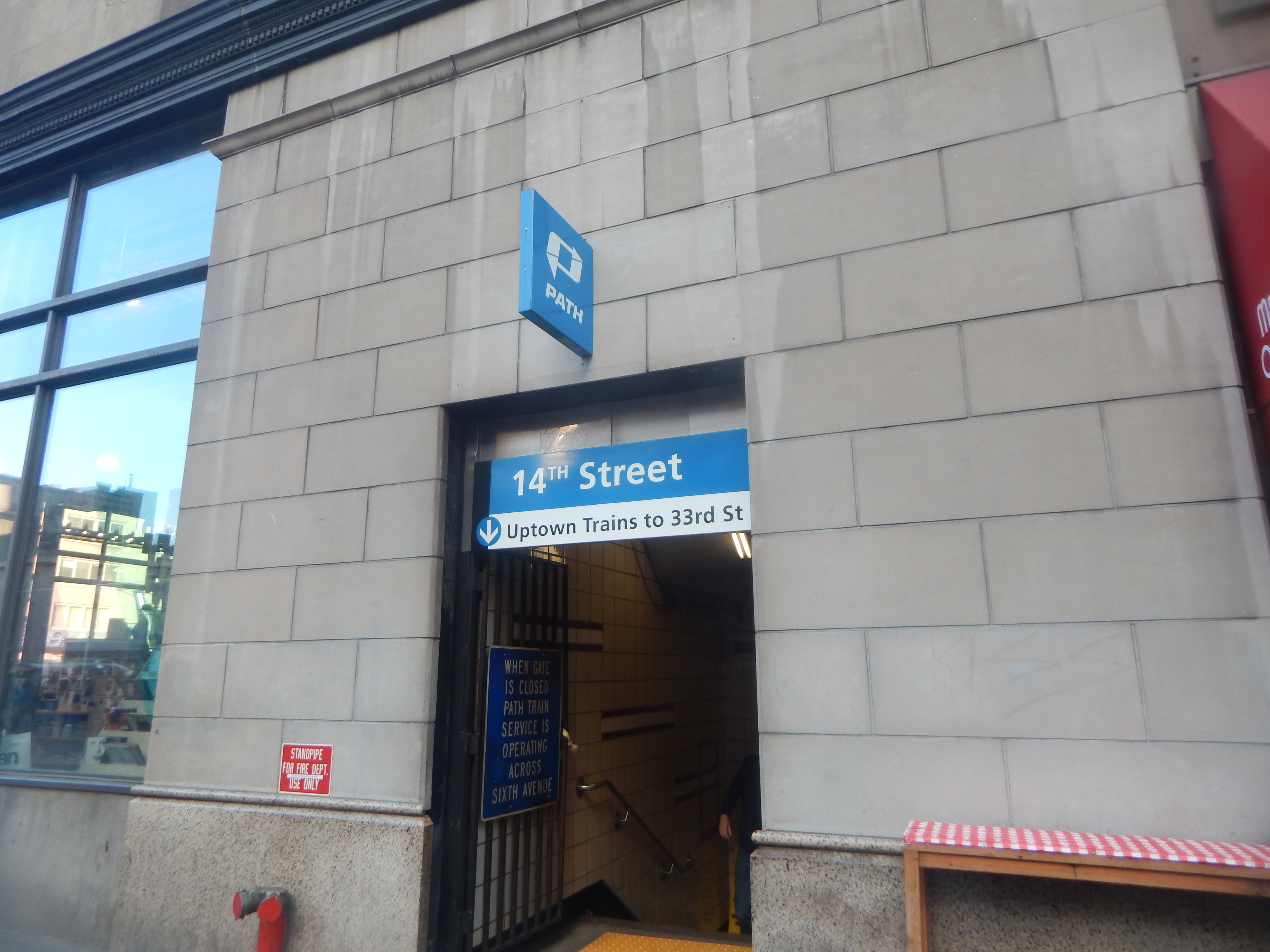
Aparte straattoegang
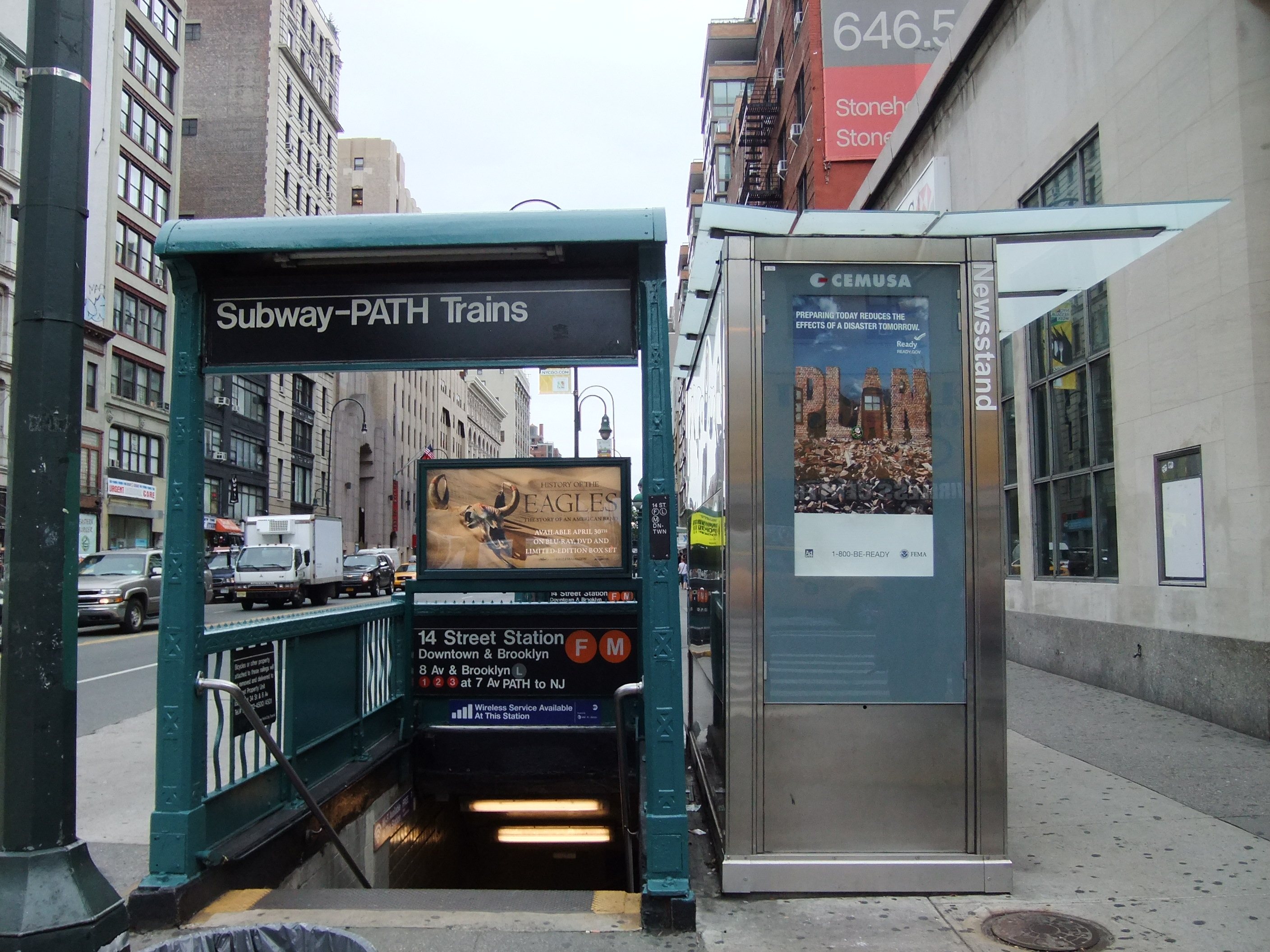
Met Subway gedeelde straattoegang